# テクノビジョン
テクノビジョン株式会社（TECHNOVISION Corporation）は、1982年～2003年頃まで東京都新宿区に本社を置き建築関係のソフトウェアを開発販売していた企業である。

## 沿革
- 1983年 テクノビジョン株式会社設立（資本金300万円）
- 1987年 東京営業所開設
- 1988年 開発研究所社屋完成、大阪営業所開設、増資（資本金1,170万円）
- 1994年 九州営業所開設
- 1995年 東北営業所開設、北信越営業所開設
- 2000年 増資（資本金5,070万円）
- 2002年 株式会社コンピュータシステム研究所と業務提携

## 主な製品
- 設計Vision
- 建築Vision
- VST（Visual Sales Tool）

## 関連事項
- CAD